# 37 Samodzielny Batalion Piechoty Zmotoryzowanej (Ukraina)
37 Samodzielny Batalion Piechoty Zmotoryzowanej „Zaporoże” – batalion Wojsk Lądowych Ukrainy, podporządkowany 93 Charkowskiej Samodzielnej Brygadzie Zmechanizowanej. Jako batalion obrony terytorialnej brał udział w konflikcie na wschodniej Ukrainie. Batalion stacjonuje w miejscowości Szyroke w obwodzie dniepropetrowskim.

## Działania bojowe
Po ukończeniu szkolenia, batalion został wysłany do strefy walk, do Sełydowego. 10 i 14 listopada ostrzelano z moździerzy punkt kontrolny Zaporoża w pobliżu donieckiego lotniska, w wyniku czego dwóch żołnierzy zginęło. Od 2 grudnia żołnierze pełnili służbę na punktach oporu w pobliżu miejscowości Awdijiwka, Pisky, drogi Donieck-Gorłówka oraz donieckiego lotniska. Zajmowali się tam m.in. usuwaniem wrogich min oraz zaminowywaniem własnych pozycji. 28 grudnia batalion w ramach rotacji powrócił do obwodu zaporoskiego. 15 stycznia Zaporoże powróciło do strefy walk. 24 stycznia pododdział batalionu został ostrzelany z Gradów pod Mariupolem. Jeden z żołnierzy był ranny, a uszkodzeniu uległ jeden z pojazdów. W lutym batalion zajmował się budową umocnień w Szyrokynem.